# Kamienny Żleb (Osobita)

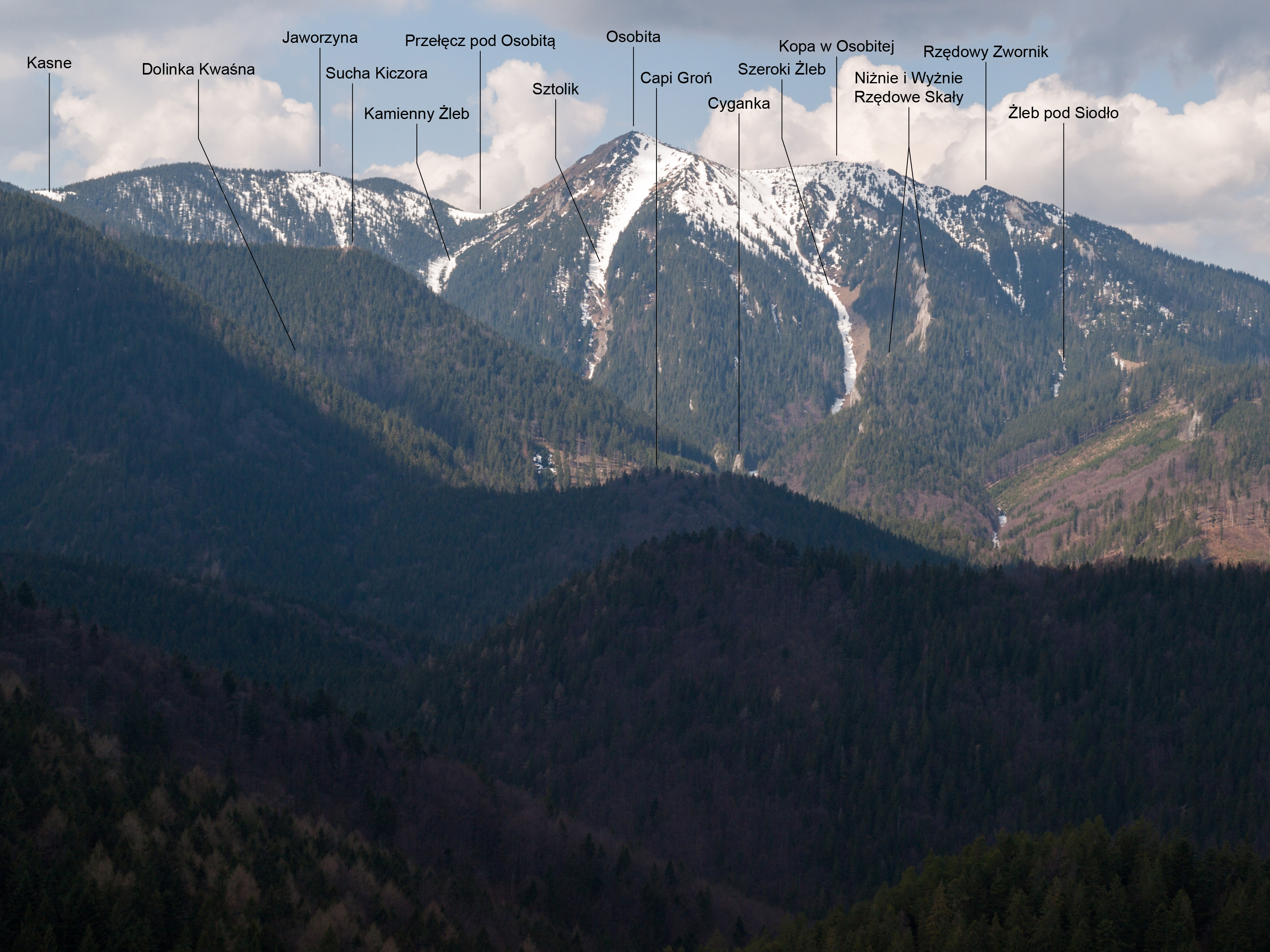
Widok z Turka

Kamienny Żleb (słow. Kamenný žľab) – żleb w górnej części Doliny Suchej Orawickiej w słowackich Tatrach Zachodnich. Opada spod Przełęczy pod Osobitą (1521 m), początkowo w północno-wschodnim, później północnym kierunku, do położonego na wysokości około 980 m miejsca tuż poniżej turni Cyganka, w którym Dolina Sucha rozgałęzia się na dwa żleby; Kamienny Żleb (orograficznie prawy) i Szeroki Żleb (orograficznie lewy).
Kamienny Żleb ma w górnej części kilka odnóg. Z orograficznie lewej jest to kamienisty i suchy żleb Sztolik opadający z Osobitej, z prawej kilka żlebów opadających spod polany Kasne i Bobrowieckiego Wierchu. Główny ciąg Kamiennego Żlebu (spod Przełęczy pod Osobitą) i jego orograficznie prawe odnogi są zalesione i spływają nimi źródłowe cieki Suchego Potoku.